# Spongospora subterranea f. sp. subterranea
Sous-espèce
Spongospora subterranea f. sp. subterranea J.A. Toml. est une forma specialis de champignons, responsable de la gale poudreuse, une maladie cryptogamique de la pomme de terre. Autrefois classé parmi les champignons, cet organisme est aujourd'hui rattaché aux protozoaires (division Rhizaria, embranchement Cercozoa).
La maladie se manifeste par la formation de pustules à la surface des tubercules. Cette maladie qui affecte la qualité des tubercules peut avoir dans certaines régions des conséquences économiques importantes. Elle est répandue dans les zones à climat frais et humide, aussi bien en Europe qu'en Amérique.
L'organisme responsable de cette maladie est un agent vecteur du virus de la fasciation de la pomme de terre (PMTV).

## Symptômes
La maladie se reconnaît à l'apparition sur la peau des tubercules de pustules claires se transformant par la suite en verrues brunissantes. Ces gales ressemblent à celles d'autres maladies comme la gale commune ou le rhizoctone, mais s'en distinguent en ce qu'elles libèrent des spores sous forme de masses pulvérulentes, laissant de petites cavités au revêtement liégeux.
Outre les tubercules, le champignon peut coloniser les racines et les stolons sur lesquels apparaissent des nodosités ou galles.

## Cycle biologique
L'agent de la gale poudreuse attaque plusieurs espèces de Solanaceae cultivées, dont la tomate et le tabac, ou sauvages.

## Prévention et traitement
La lutte repose essentiellement sur le choix de variétés résistantes, sur le contrôle des semences (plants exempts d'infection), et sur la pratique de rotations longues (cinq ans).

## Référence taxinomiques
- (en) NCBI : Spongospora subterranea f. sp. subterranea (taxons inclus) (consulté le 28 février 2019)